# L1 (omroep)

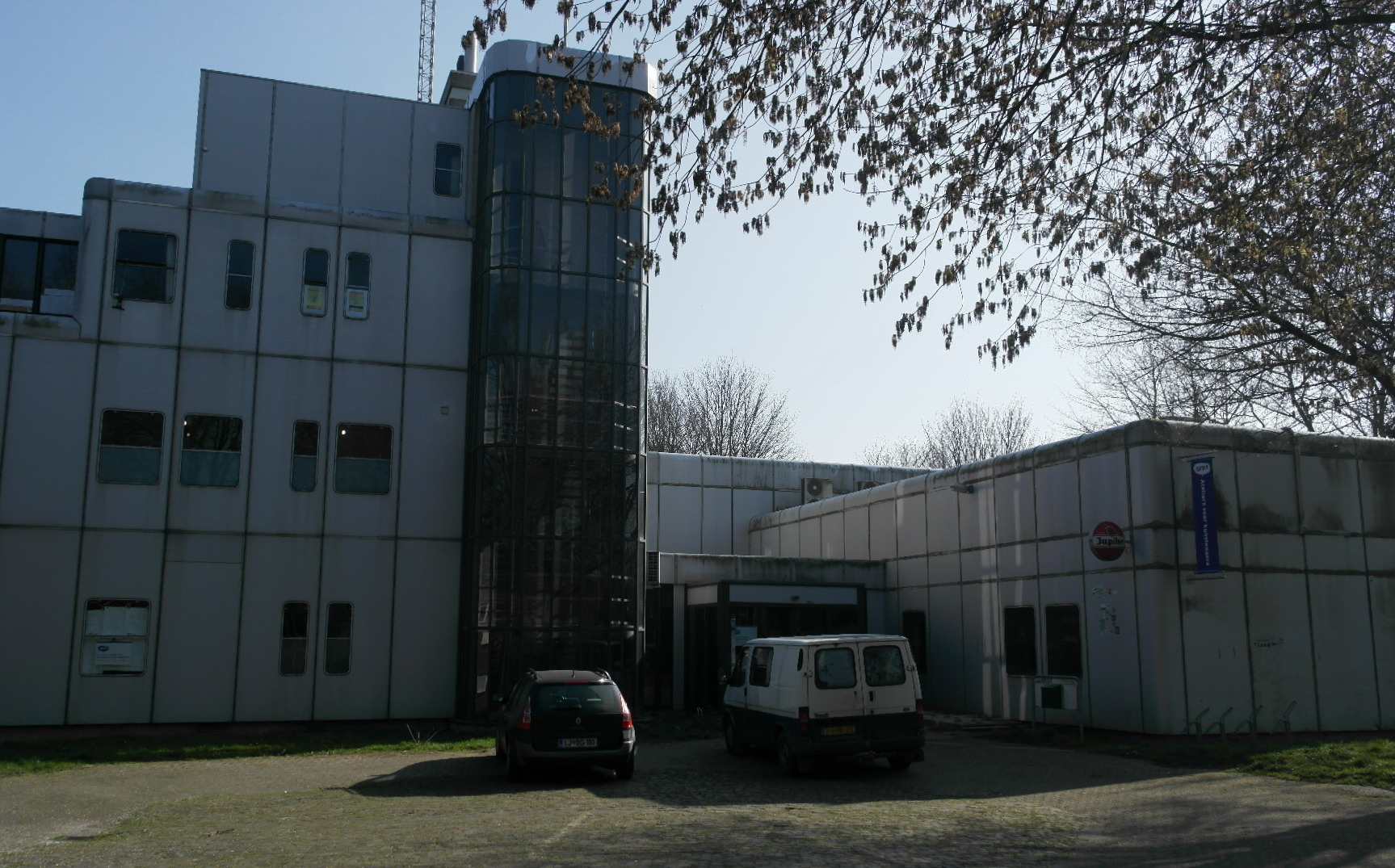
Het gebouw van de ROZ, later Omroep Limburg en L1, vanaf de Bankastraat

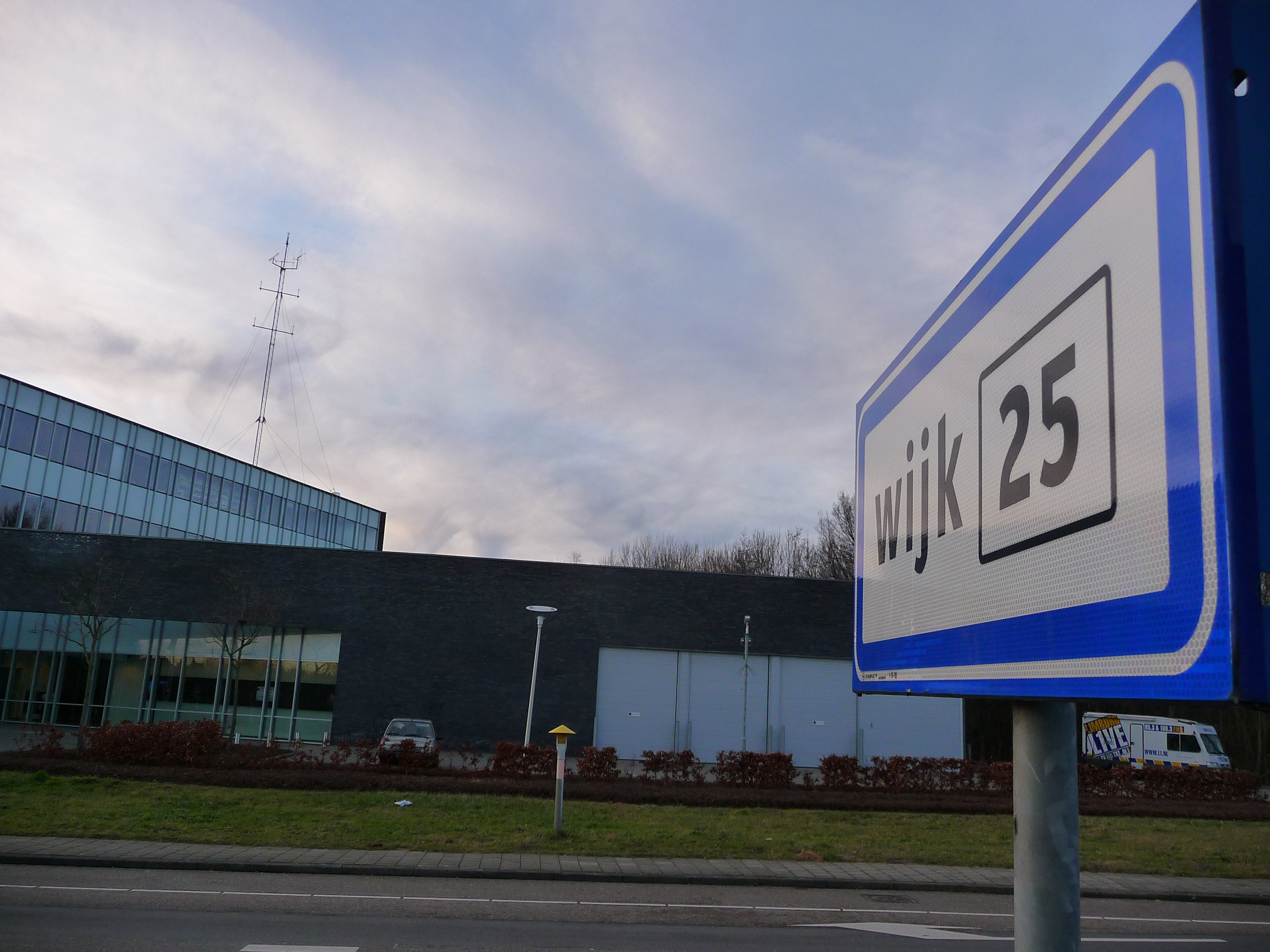
De huidige studio van L1 in Amby-Zuid

L1 is een publieke regionale radio- en televisiezender en rampenzender in de Nederlandse provincie Limburg. Op L1 wordt voornamelijk Limburgs en Nederlands gesproken.

## Geschiedenis
De eerste regionale radiozender in Limburg, de Regionale Omroep Zuid (ROZ), begon met uitzenden op 24 december 1945. Tot 1989 maakte de ROZ deel uit van de Nederlandse Omroep Stichting (NOS). Bij het inwerking treden van de nieuwe Mediawet in 1988, waarbij de NOS enkele diensten afstootte waaronder haar Facilitair Bedrijf, dat opging in het Nederlands Omroepproductie Bedrijf (NOB), ging de ROZ (alsmede alle andere regionale omroepen die uitzonden onder de NOS-vlag) als zelfstandige regionale omroep verder onder de nieuwe naam Omroep Limburg. In januari 1997 begon het commerciële station TV8 Limburg met uitzenden. Omroep Limburg volgde later dat jaar met publieke regionale televisie. Beide zenders moesten door schaarste op het regionale kabelnet hun frequentie delen. Van 7.15 uur 's morgens tot 19.15 uur was het kanaal in gebruik door Omroep Limburg en van 19.15 uur tot 7.15 uur de volgende ochtend zond TV8 Limburg erop uit.
Omdat door het Commissariaat voor de Media was bepaald dat tussen beide stations het beeld een half uur op zwart moest ontstond er een onwerkbare situatie. Ook het feit dat twee verschillende stations op hetzelfde 'net' een gelijkwaardig programma uitzond was aanleiding tot het voeren van gesprekken om tot een innige samenwerking te komen. Deze gesprekken leidde ertoe dat in juni 1999 de omroepen gingen samenwerken in de nieuwe privaat/publieke onderneming L1 Radio en Televisie.
Van een juridische fusie kon geen sprake zijn, omdat de Mediawet het niet toeliet dat een publieke omroep fuseert met een commerciële omroep. Sinds september 2014 verzorgt L1 nieuws, sport, weer en verkeer via het merk 1Limburg (web en app). Tot begin 2017 was 1Limburg een samenwerkingsverband met de Limburgse dagbladen 1Limburg. Begin maart 2024 kreeg L1 een nieuw logo en een nieuwe huisstijl. 1Limburg.nl en L1mburg Centraal gingen samen verder onder de naam L1 Nieuws.

## Huisvesting
Aanvankelijk maakte L1 gebruik van het bestaande ROZ-gebouw aan de Bankastraat/Tongerseweg in de Maastrichtse wijk Mariaberg. Deze voormalige studio, in 1979 gebouwd door de NOS, was oorspronkelijk alleen bedoeld voor radio-uitzendingen. Door de komst van televisie in 1997 en de fusie met TV8 in 1999 werd het pand al snel te klein. Op het laatst werkten in het pand aan de Bankastraat ruim 130 mensen, terwijl het was ontworpen voor 30 tot 40 personen. Het huisvestingsprobleem werd deels opgelost door het plaatsen van portocabins bij het studiogebouw en de huisvesting van de reclameafdeling in het voormalige TV8-pand in Geleen.
Sinds 1 maart 2005 zendt L1 Radio en Televisie uit vanuit een studiogebouw in Amby. Het oude ROZ-gebouw was daarna enige jaren in gebruik door het poppodium Muziekgieterij.

## Uitzendingen via satelliet
L1 Radio & Televisie zendt sinds mei 2005, als gevolg van een aanpassing in de Mediawet, uit via de satellietpositie Astra 19,2°O, daarna sinds november 2006 ook via Astra 23,5°O, en sinds september 2007 om financiële redenen alleen nog via Astra 23,5°O. Na een proefperiode tussen april 2003 en maart 2004, waarbij deze proefuitzendingen via satelliet als zeer succesvol werden ervaren, werd kort na de opening van het nieuwe studiocomplex in mei 2005 besloten om uit eigen middelen de satellietdistributie op zich te nemen. Na de proefperiode werd zonder resultaat een beroep gedaan op de overheid om deze kosten te dekken, want de staatssecretaris van Cultuur was van mening dat de kosten voor satellietdistributie een zaak was voor de provincie. Maar deze was van mening dat dit primair een taak was van het ministerie om hiervoor geld beschikbaar te stellen. Om de mensen in de buitengebieden waar geen kabelaansluiting voorhanden is toch te kunnen bereiken, besloot de ondernemingsraad van L1 de kosten voor satellietdistributie zelf te bekostigen. L1 Radio & Televisie was een lange tijd de enige Nederlandse regionale omroep die ook via satelliet te bekijken is, maar door het verdwijnen van het analoge signaal (via de hark of sprietantenne) zijn vele regionale zenders ook te ontvangen via satelliet. L1 zit echter sinds 1 april 2011 wel in een betaalpakket (Familie Pakket) en in MPEG4, wat inhoudt dat de zender alleen met een HD-ontvanger te bekijken is.

Sinds 2019 is L1 TV niet meer via satellietpositie Astra 23,5°O bij Canal Digitaal te ontvangen (Radio nog wel). Abonnees van Canal Digitaal kunnen L1 TV wel via internet zien via de Canal Digitaal app, website of interactieve ontvanger.

L1 TV maakte wel sinds 2017 tot het faillissement van Joyne in voorjaar 2021 onderdeel van de carrousel van alle regionale omroepen bij de satellietprovider Joyne via satellietpositie Eutelsat 9° Oost, waarbij de omroepen om beurten een uur uitzonden. L1 zond daarbij vier keer één uur per dag uit.

## Programma's L1
Het media-aanbodbeleid wordt conform de Mediawet bepaald door de Mediaraad van Stichting Omroep Limburg, welke eigenaar is van de zendmachtiging waar L1 gebruik van maakt. De Stichting Omroep Limburg heeft Omroepbedrijven L1 opdracht gegeven om zorg te dragen voor de productie, realisatie en uitzending van de programma's. Aanvankelijk was De Limburger mede-aandeelhouder van de L1-bv's, maar in 2018 kwamen alle aandelen in handen van Stichting Omroep Limburg.
De tv-programmering van L1 bestaat uit een aantal dagelijks of wekelijks terugkerende programma's:

### Actueel of recent (alfabetisch)
- AvondGasten
- Blaaskracht (radio en tv)
- Cultura Nova (tv)
- Cultuurcafé (radio en tv)
- Hithappen (radio)
- Kwizzele (tv)
- L1 Nieuws (tv)
- L1 Nieuwsshow (radio)
- L1 Sport: Tafel Voetbal
- Limbourgeois (tv)
- Limburg Doc (tv)
- Limburg van Boven (tv)
- Muziekfabriek (tv)
- Natuur en Zo (radio en tv)
- Natuurlijk Limburg (tv)
- Óngerwaeg (tv)
- Op verzoek op bezeuk (tv)
- Plat-eweg (radio)
- Postbus 31 (radio)
- Route Regio (radio)
- De Stemming (radio)
- Tijd voor Toen (tv)
- Wunderbar (radio)
- Zalige Zondagmiddag (radio)

### Jaarlijks
- Tour de Limbourg (2016-heden)

### Carnaval (L11Alaaf) (alfabetisch)
- BBBBZ (Brand Beer Boetegewoeëne Boetezitting), Venlo
- Carnavalshart
- De11devande11de
- Einzelgängeroptocht
- GGVF (Groeëte Gulpener Vastelaoves Finale), Gulpen
- Klasjenere
- LVK (Limburgs Vastelaovesleedjes Konkoer)
- Muziekfabriek vastelaovend
- Sjtasiefestasie Roermond
- Vastelaovescafé (eenmalig)
- Reportages over diverse carnavalsoptochten in Limburg

### Eenmalig
- Retour (2013)
- Twee levens in een hart (2014)